# Miss Earth
Miss Earth (česky doslovně Slečna planety Země) je mezinárodní soutěž krásy a třetí největší[zdroj⁠?!] soutěž krásy na světě. Koná se od roku 2001. Pořádá se převážně v různých městech na Filipínách. V roce 2010 se soutěž konala ve Vietnamu a v roce 2015 v rakouském hlavním městě Vídni. Soutěž slouží k propagaci ekologických témat, např. šaty účastnic musí být zhotoveny z recyklovatelného materiálu.
Českou republiku zastupují na této soutěži od roku 2005 vítězky soutěže Česká Miss. První českou zástupkyni však vyslala soutěž Miss České republiky. Apolena Tůmová však zůstala bez úspěchu.
V roce 2012 vyhrála celosvětové finále Tereza Fajksová a stala se tak první Miss Earth z Česka.

## Vítězky soutěže
| ročník | rok  | Vítězka                                      | Země        | Místo konání             |
| ------ | ---- | -------------------------------------------- | ----------- | ------------------------ |
| 1.     | 2001 | Catharina Svensson                           | Dánsko      | Quezon City              |
| 2.     | 2002 | Winfred Omwakwe (Džejla Glavović – sesazení) | Keňa        | Pasay                    |
| 3.     | 2003 | Dania Prince                                 | Honduras    | Quezon City              |
| 4.     | 2004 | Priscilla Meirelles                          | Brazílie    | Quezon City              |
| 5.     | 2005 | Alexandra Braun                              | Venezuela   | Quezon City              |
| 6.     | 2006 | Hil Hernández                                | Chile       | Manila                   |
| 7.     | 2007 | Jessica Trisko                               | Kanada      | Quezon City              |
| 8.     | 2008 | Karla Henry                                  | Filipíny    | Angeles                  |
| 9.     | 2009 | Larissa Ramos                                | Brazílie    | Boracay                  |
| 10.    | 2010 | Nicole Faria                                 | Indie       | Nha Trang                |
| 11.    | 2011 | Olga Alava                                   | Ekvádor     | Quezon City              |
| 12.    | 2012 | Tereza Fajksová                              | Česko       | Alabang, Muntinlupa City |
| 13.    | 2013 | Alyz Henrichová                              | Venezuela   | Alabang, Muntinlupa City |
| 14.    | 2014 | Jamie Herrellová                             | Filipíny    | Quezon City              |
| 15.    | 2015 | Angelia Ong                                  | Filipíny    | Vídeň                    |
| 16.    | 2016 | Katherine Espínová                           | Ekvádor     | Pasay                    |
| 17.    | 2017 | Karen Ibascová                               | Filipíny    | Pasay                    |
| 18.    | 2018 | Phương Khánh Nguyễnová                       | Vietnam     | Pasay                    |
| 19.    | 2019 | Nellys Pimentelová                           | Portoriko   | Parañaque                |
| 20.    | 2020 | Lindsey Coffeyová                            | USA         | Virtuální soutěž         |
| 21.    | 2021 | Destiny Wagnerová                            | Belize      | Virtuální soutěž         |
| 22.    | 2022 | Mina Sue Choiová                             | Jižní Korea | Parañaque                |
| 23.    | 2023 | Drita Ziriová                                | Albánie     | Ho Či Minovo Město       |

### Počet vítězství jednotlivých zemí
| Země        | Počet titulů | Roky vítězství         |
| ----------- | ------------ | ---------------------- |
| Filipíny    | 4            | 2008, 2014, 2015, 2017 |
| Brazílie    | 2            | 2004, 2009             |
| Venezuela   | 2            | 2005, 2013             |
| Ekvádor     | 2            | 2011, 2016             |
| Dánsko      | 1            | 2001                   |
| Keňa        | 1            | 2002                   |
| Honduras    | 1            | 2003                   |
| Chile       | 1            | 2006                   |
| Kanada      | 1            | 2007                   |
| Indie       | 1            | 2010                   |
| Česko       | 1            | 2012                   |
| Vietnam     | 1            | 2018                   |
| Portoriko   | 1            | 2019                   |
| USA         | 1            | 2020                   |
| Belize      | 1            | 2021                   |
| Jižní Korea | 1            | 2022                   |
| Albánie     | 1            | 2023                   |

## Galerie vítězek

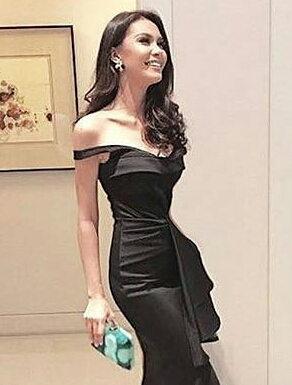
2015 Angelia Ong, Filipíny
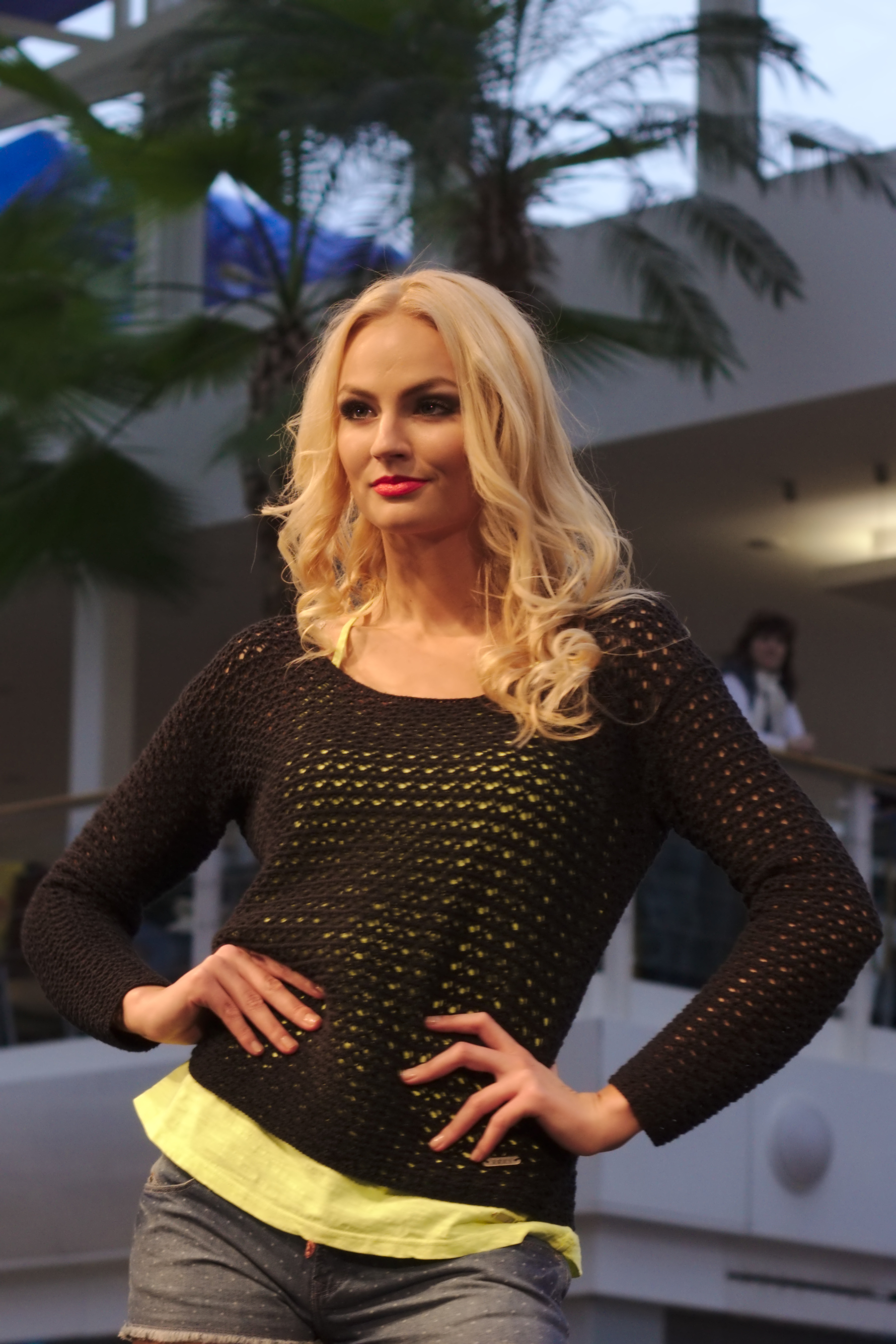
2012 Tereza Fajksová, Česko
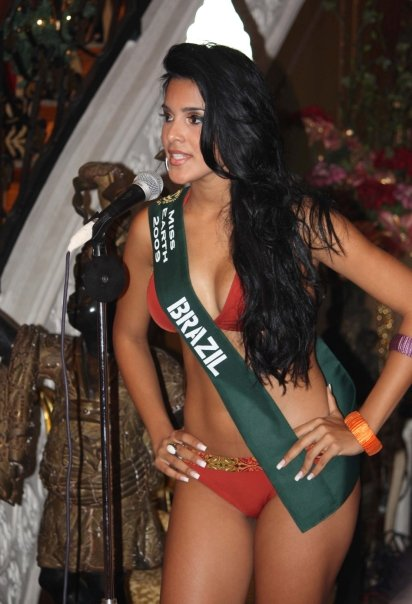
2009 Larissa Ramos, Brazílie
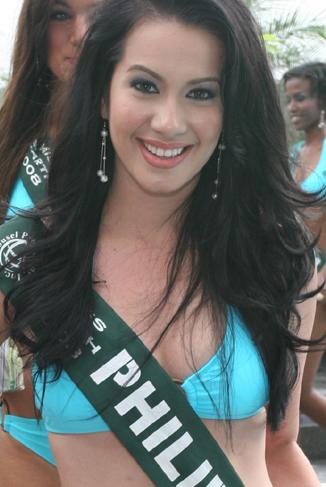
2008 Karla Henry, Filipíny
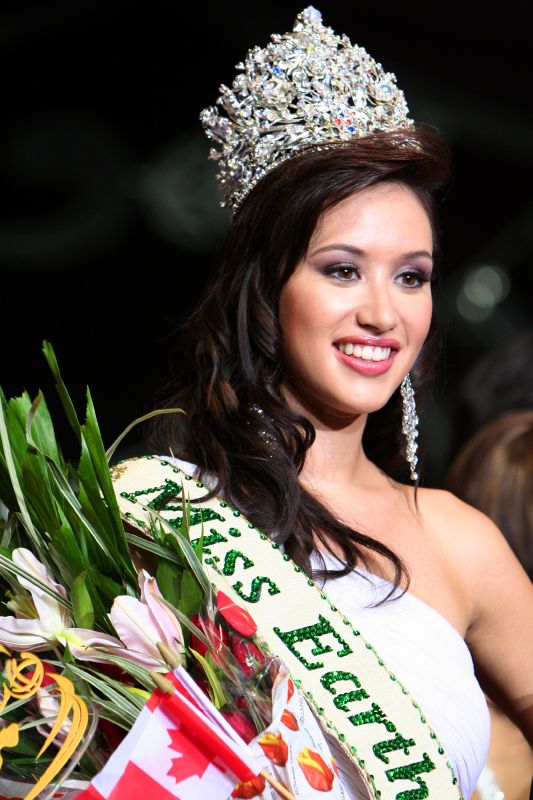
2007 Jessica Trisko, Kanada
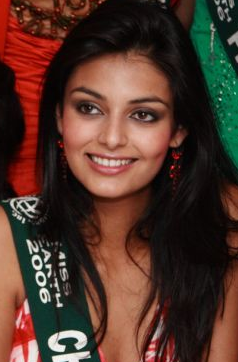
2006 Hil Hernández, Chile
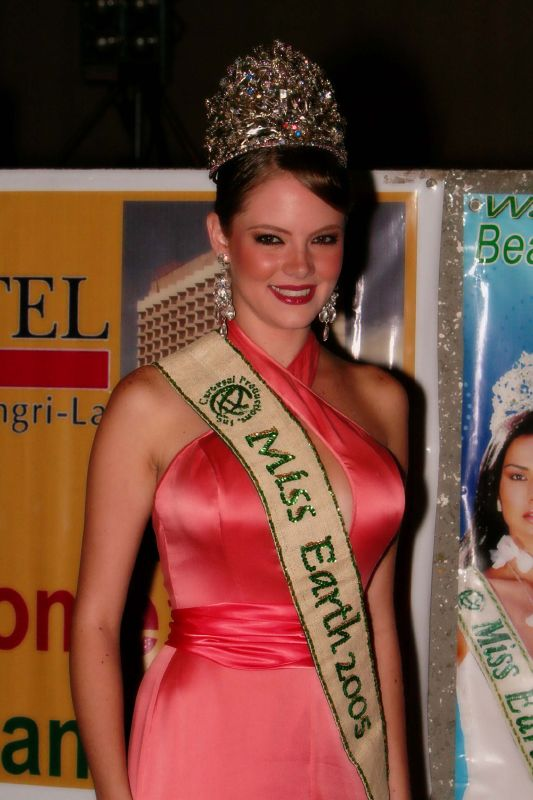
2005 Alexandra Braun, Venezuela
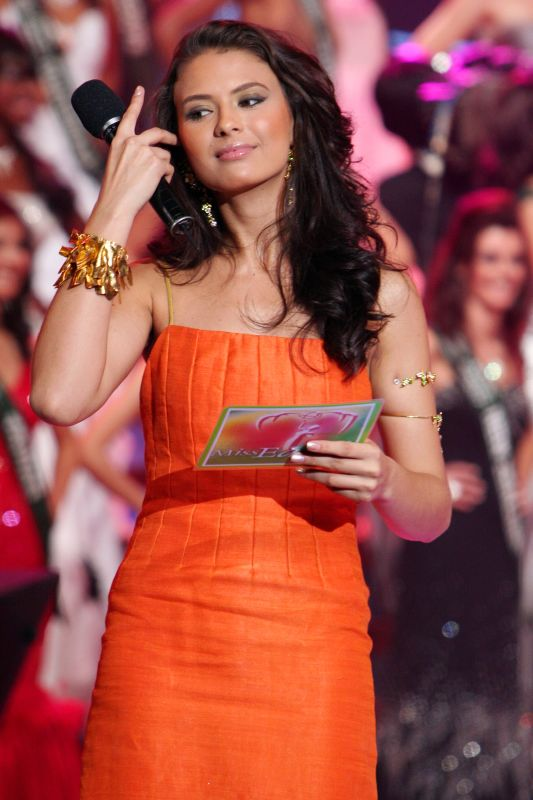
2004 Priscilla Meirelles, Brazílie

## Úspěchy českých dívek

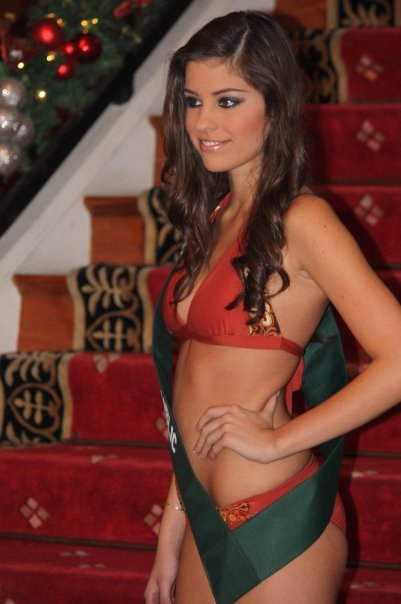
Tereza Budková na Miss Earth v roce 2009

| Ročník          | jméno a příjmení   | umístění                            |  |
| --------------- | ------------------ | ----------------------------------- |  |
| Miss Earth 2005 | Zuzana Štěpanovská | Top 16                              |  |
| Miss Earth 2006 | Petra Soukupová    | Top 8                               |  |
| Miss Earth 2007 | Eva Čerešňáková    | Top 16                              |  |
| Miss Earth 2008 | Hana Svobodová     | Top 16                              |  |
| Miss Earth 2009 | Tereza Budková     |                                     |  |
| Miss Earth 2010 | Carmen Justová     | Top 14                              |  |
| Miss Earth 2011 | Šárka Cojocarová   |                                     |  |
| Miss Earth 2012 | Tereza Fajksová    | vítězka                             |  |
| Miss Earth 2013 | Monika Leová       |                                     |  |
| Miss Earth 2014 | Nikola Buranská    |                                     |  |
| Miss Earth 2015 | Karolína Mališová  | Top 16                              |  |
| Miss Earth 2016 | Kristýna Kubíčková |                                     |  |
| Miss Earth 2017 | Iva Uchytilová     | Top 8                               |  |
| Miss Earth 2018 | Tereza Křivánková  |                                     |  |
| Miss Earth 2019 | Klára Vavrušková   | Třetí místo - Miss Earth Water 2019 |  |

### Zvláštní ceny
| Ročník          | jméno a příjmení | umístění                                                                         |
| --------------- | ---------------- | -------------------------------------------------------------------------------- |
| Miss Earth 2009 | Tereza Budková   | Best in Eco-Bag Design Wear; Miss Photogenic                                     |
| Miss Earth 2010 | Carmen Justová   | Best in Swimsuit – Top 5; Best in Long Gown – Top 5                              |
| Miss Earth 2011 | Šárka Cojocarová | Best in Swimsuit                                                                 |
| Miss Earth 2012 | Tereza Fajksová  | Evening gown (večerní róba) – 2. místo, Resorts Wear – 2. místo, Miss Kaolin Sea |
| Miss Earth 2014 | Nikola Buranská  | Miss Placenta                                                                    |
| Miss Earth 2019 | Klára Vavrušková | Miss Earth Water, II. vicemiss                                                   |